# Сан-Мігел-ду-Соту і Моштейро
Сан-Міге́л-ду-Со́ту і Моштейро́ (порт. São Miguel do Souto e Mosteirô; МФА: [ˈsɐ̃w mi.ˈgɛɫ du ˈso.tu i muʃ.tɐj.ˈɾo]) — парафія в Португалії, в муніципалітеті Санта-Марія-да-Фейра. Складова округу Авейру.  Входить до регіону Північ. За старим адміністративним поділом, що був чинним до 1976 року, територія парафії належала провінції Берегове Дору. Заснована 28 січня 2013 року. Площа парафії — 12,35 км², населення — 6734 ос. (2011), густота населення — 545,26 осіб/км²
. Патрон — святі Михаїл і Андрій. Поштовий індекс — 4520. Код  — 010936.
```
Сформована із колишніх парафій 
Соту
 та 
Моштейро
.
```

## Географія

Санта-Марія-да-Фейра (2013)
Союз парафій
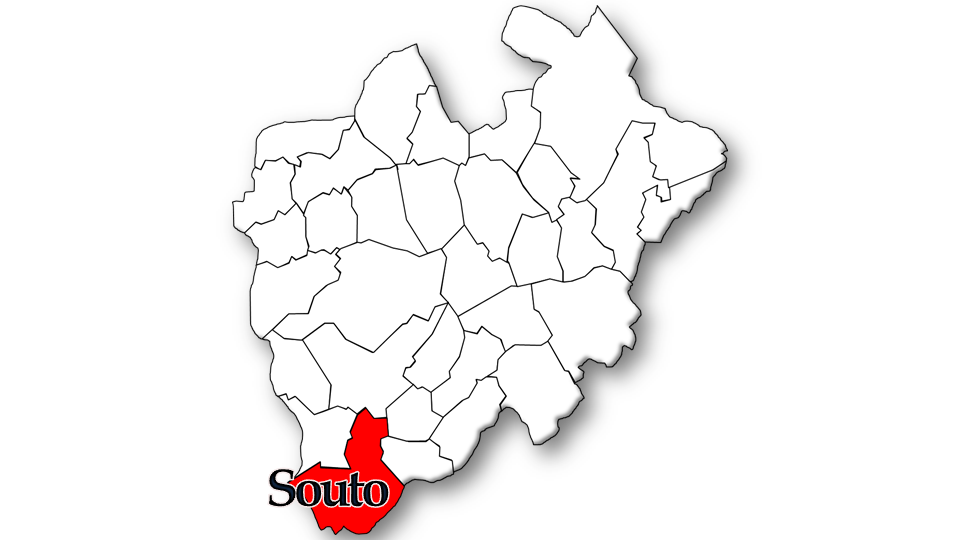
Соту
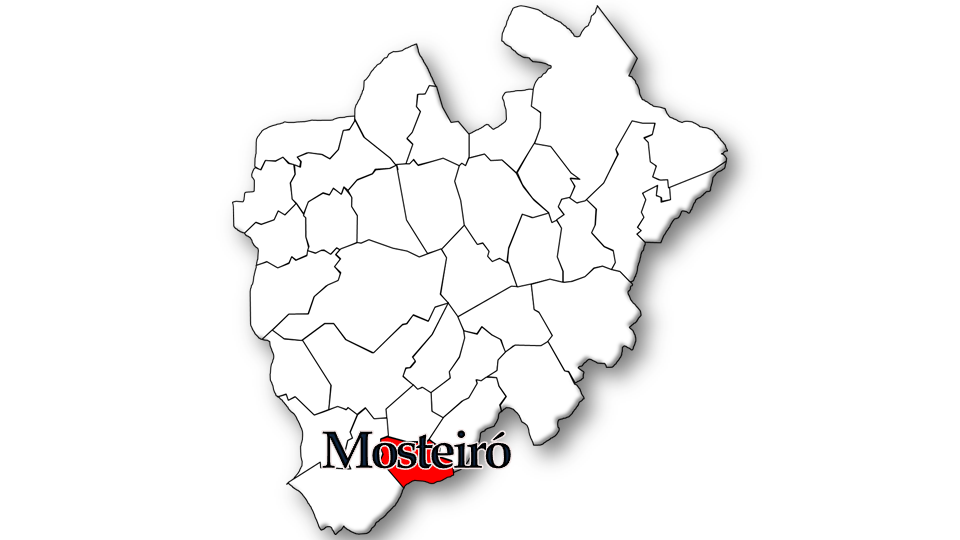
Моштейро

## Населення
| 2011 |
| 6734 |